# Lempur Hilir
Lempur Hilir is een bestuurslaag in het regentschap Kerinci van de provincie Jambi, Indonesië. Lempur Hilir telt 360 inwoners (volkstelling 2010).